# Roxxon Energy Corporation
Roxxon Energy Corporation (também conhecida como Roxxon) é uma empresa de petróleo fictícia que aparece nas revistas em quadrinhos (banda desenhada em Portugal) americanas publicadas pela Marvel Comics. A empresa é mostrada como tendo sido administrada por vários proprietários. Sua primeira aparição foi em Capitão América #180 (Dezembro de 1974). A Roxxon já se encontrou com vários super-heróis das histórias em quadrinhos da Marvel.
A empresa fictícia tem tido uma presença recorrente no Universo Cinematográfico Marvel. Nos filmes do MCU, o logo da Roxxon é visto em Homem de Ferro e Homem de Ferro 2, com a empresa tendo algum envolvimento na trama de Homem de Ferro 3; Roxxon também aparece no curta-metragem Funny Thing Happened on the Way to Thor's Hammer. Nas séries de televisão do MCU, a Roxxon aparece em Agents of S.H.I.E.L.D, Agent Carter, Daredevil e, com um papel maior, em Cloak & Dagger.